# Tablice rejestracyjne w Austrii
Obecne tablice rejestracyjne w Austrii obowiązują od 1990 roku.
Składają się z wyróżnika (jednej lub dwóch liter na początku), herbu danego landu oraz cyfr i liter porządkowych (ich skład i kolejność zależy od zasobu, podobnie jak w Polsce). Od pewnego czasu tablice posiadają po lewej stronie niebieskie pole z flagą UE (tzw. euroband), zmienił się także wzór obramówek.

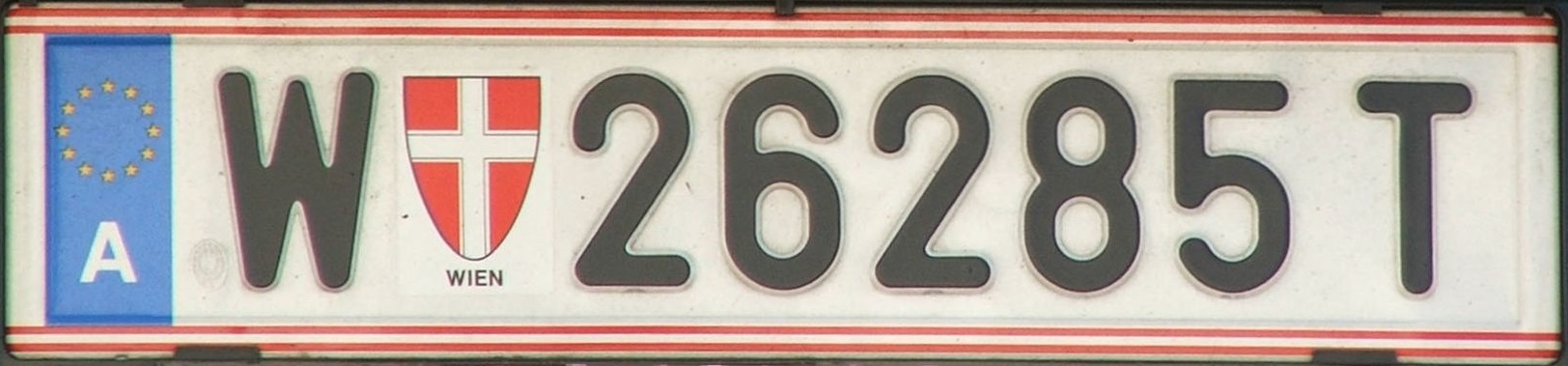
Przykład austriackiej tablicy rejestracyjnej od 2002

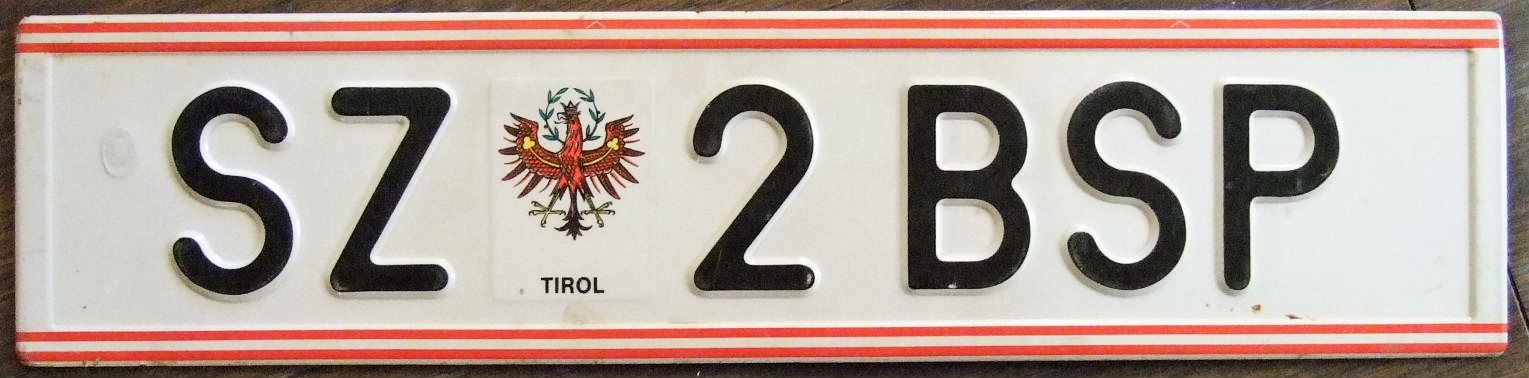
Przykład austriackiej tablicy rejestracyjnej w latach 1990–2002

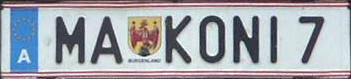
Przykład austriackiej tablicy indywidualnej

Tablice indywidualne muszą posiadać na końcu jedną cyfrę. Takie tablice są bardzo popularne ponieważ, w przeciwieństwie do polskich tablic rejestracyjnych, można je pozostawić w przypadku zmiany samochodu.
W międzynarodowym kodzie samochodowym Austria ma symbol - A.

## Wyróżniki skrótów powiatów i służb znajdujące się na austriackich tablicach
Lista wyróżników skrótów powiatów i służb znajdujących się na austriackich tablicach rejestracyjnych:
A	 Samochody najwyższych organów Republiki Austrii
AM	 Powiat Amstetten
B 	 Powiat Bregencja (Bregenz)
BA	 Ekspozytura polityczna Bad Aussee → 2013: LI
BB	 Österreichische Bundesbahnen → 2004: W-1234 BB
BD	 Bundesbusdienst
BG	 Bundesgendamerie → 01.07.2005: BP
BH	 Bundesheer
BL	 Powiat Bruck an der Leitha
BM	 Powiat Bruck an der Mur → 2013: Powiat Bruck-Mürzzuschlag
BN	 Powiat Baden
BP	 Bundespolizei
BR	 Powiat Braunau am Inn
BZ	 Powiat Bludenz
DL	 Powiat Deutschlandsberg
DO	 Powiat Dornbirn
E 	 Eisenstadt, Rust
EF	 Powiat Eferding
EU	 Powiat Eisenstadt-Umgebung
FB	 Powiat Feldbach → 2013: SO
FE	 Powiat Feldkirchen
FF	 Fürstenfeld → 2013: HF
FK	 Powiat Feldkirch
FR	 Powiat Freistadt
FV	 Finanzverwaltung – organy ministerstwa finansów (2005−)
G 	 Graz
GB	 Ekspozytura polityczna Gröbming
GD	 Powiat Gmünd
GF	 Powiat Gänserndorf
GM	 Powiat Gmunden
GR	 Powiat Grieskirchen
GS	 Powiat Güssing
GU	 Powiat Graz-Umgebung
HA	 Powiat Hallein
HB	 Powiat Hartberg → 2013: HF
HE	 Powiat Hermagor
HF	 Powiat Hartberg-Fürstenfeld (2013−)
HL	 Powiat Hollabrunn
HO	 Powiat Horn
I 	 Innsbruck
IL	 Powiat Innsbruck-Land
IM	 Powiat Imst
JE	 Powiat Jennersdorf
JO	 Powiat St. Johann im Pongau
JU	 Powiat Judenburg → 2012: MT
JW	 Justizwache
K 	 Klagenfurt am Wörthersee
KB	 Powiat Kitzbühel
KF	 Powiat Knittelfeld → 2012: MT
KI	 Powiat Kirchdorf an der Krems
KL	 Powiat Klagenfurt-Land
KO	 Powiat Korneuburg
KR	 Powiat Krems-Land
KS	 Krems an der Donau
KU	 Powiat Kufstein
L 	 Linz
LA	 Powiat Landeck
LB	 Powiat Leibnitz
LE	 Leoben
LF	 Powiat Lilienfeld
LI	 Powiat Liezen
LL	 Powiat Linz-Land
LN	 Powiat Leoben
LZ	 Powiat Lienz
MA	 Powiat Mattersburg
MD	 Powiat Mödling
ME	 Powiat Melk
MI	 Powiat Mistelbach
MT	 Powiat Murtal (2012−)
MU	 Powiat Murau
MZ	 Powiat Mürzzuschlag → 2013: BM
ND	 Powiat Neusiedl am See
NK	 Neunkirchen
OP	 Powiat Oberpullendorf
OW	 Powiat Oberwart
P 	 St. Pölten
PE	 Powiat Perg
PL	 Powiat St. Pölten-Land
RA	 Powiat Radkersburg → 2013: SO
RE	 Powiat Reutte
RI	 Powiat Ried im Innkreis
RO	 Powiat Rohrbach
S 	 Salzburg
SB	 Powiat Scheibbs
SD	 Powiat Schärding
SE	 Powiat Steyr-Land
SL	 Powiat Salzburg-Umgebung
SO	 Powiat Südoststeiermark (2013−)
SP	 Powiat Spittal an der Drau
SR	 Steyr
SV	 Powiat Sankt Veit an der Glan
SW	 Schwechat
SZ	 Powiat Schwaz
TA	 Powiat Tamsweg
TU	 Powiat Tulln
UU	 Powiat Urfahr-Umgebung
VB	 Powiat Vöcklabruck
VI	 Villach
VK	 Powiat Völkermarkt
VL	 Powiat Villach-Land
VO	 Powiat Voitsberg
W 	 Wiedeń (Wien)
WB	 Powiat Wiener Neustadt-Land
WD	 Korpus dyplomatyczny
WE	 Wels
WL	 Powiat Wels-Land
WN	 Wiener Neustadt
WO	 Powiat Wolfsberg
WT	 Powiat Waidhofen an der Thaya
WU	 Powiat Wien-Umgebung
WY	 Waidhofen an der Ybbs
WZ	 Powiat Weiz
ZE	 Powiat Zell am See
ZT	 Powiat Zwettl
ZW	 Zollwache → 2005: FV

## Tablice w latach 1947-1989

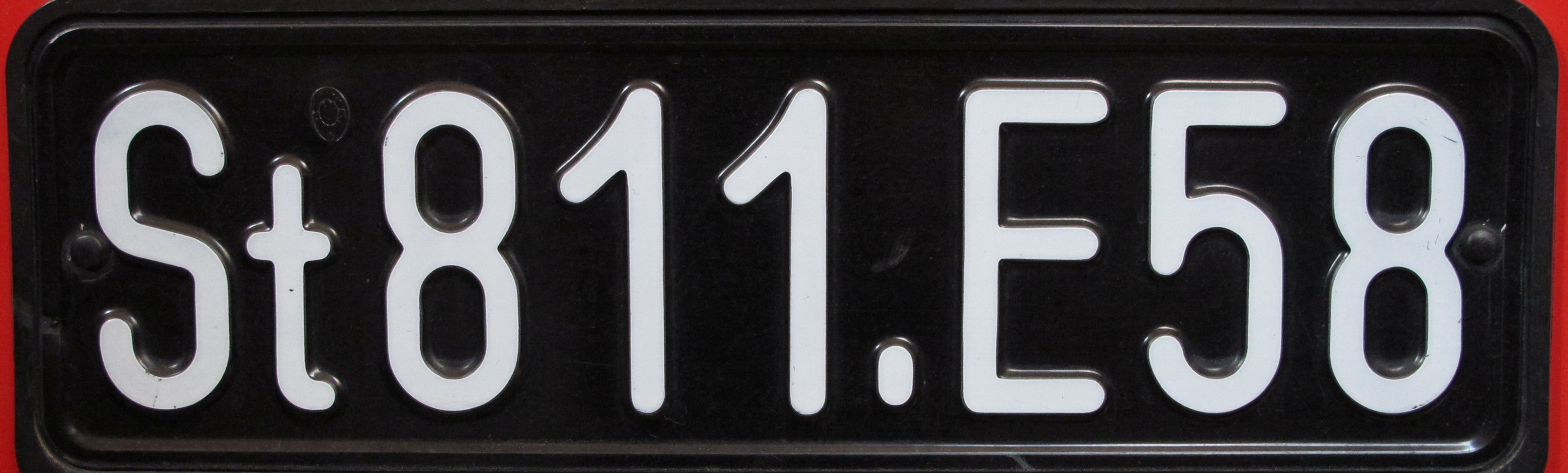
przykład tablicy z lat 1947–1989

W latach 1947–1989 na terenie Austrii obowiązywały tablice barwy czarnej z białymi znakami. Pierwszym znakiem była litera oznaczająca wyróżnik landu. Następnie od 3 lub 6 cyfr porządkowych, przy czym jeśli było ich więcej niż 3, to ostatnie trzy cyfry oddzielone były od pozostałych kropką.
Lista wyróżników stosowana w tamtych latach:
B	 Burgenland
G	 Graz
K	 Karyntia (Kärnten)
L	 Linz
N	 Dolna Austria (Niederösterreich)
O	 Górna Austria (Oberösterreich)
S	 Salzburg
St	 Styria (Steiermark)
T	 Tyrol (Tirol)
V	 Vorarlberg
W	 Wiedeń (Wien)